# Beverly Hills Playhouse
Pour les articles homonymes, voir BHP.
Beverly Hills Playhouse (BHP) est un ancien théâtre et une grande école d'artistes. Il se situe au 254 South Robertson Boulevard, à Beverly Hills, une ville du comté de Los Angeles, en Californie, aux États-Unis.

## Historique
Ce théâtre était à l'origine un lieu célèbre nommé  Bliss Hayden School of Acting, fondé par l'actrice : Lela Bliss et par l'acteur Harry Hayden.

## Naissance de Beverly Hills Playhouse
L'école d'acteurs et d'actrices a été fondée par le directeur et professeur Milton Katselas et sa femme en 1979. Cette école s'adresse aux comédiens professionnels et à ceux qui cherchent à diriger des acteurs professionnels.

## Quelques anciens élèves célèbres

### Acteurs
Tom Selleck, George Clooney, Giovanni Ribisi, Jeffrey Tambor, Miguel Ferrer, Patrick Swayze.

### Actrices
Michelle Pfeiffer, Catherine Bell, Jenna Elfman, Carol Higgins Clark, Peg Entwistle. Lana Parrilla